# Ultramar
S'anomena ultramar a un país o un lloc que està de l'altre costat del mar, prenent com a referència el punt des del qual es parla. Al llibre Gran conquista de Ultramar, datat del segle xiii, es troba una referència ascendent del mot «ultramar». Al segle xiv també s'aplicava a les navegacions amb les Índies del mar de les Índies, l'antic nom de l'oceà Índic. És, doncs, una paraula de caràcter genèric o universal, com «Índies», terme popularitzat pels viatges de Marco Polo.

## Visió a Espanya
Després del descobriment d'Amèrica de 1492, es va iniciar una nova era d'ultramar. Un cop Cristòfor Colom va tornar del seu primer viatge, es va celebrar una audiència amb els Reis Catòlics a Barcelona (1493), on els Reis van designar Sevilla com la ciutat on s'hauria d'establir una «oficina per a les noves Índies» «per gestionar a partir d'aquell mateix any els assumptes relacionats amb les expedicions cap a la neo-ultramar americana».
El 1493 es va instaurar aquesta oficina, des de la qual Colom va organitzar una segona expedició i tot el relacionat a la «ultramar atlàntica o transatlàntica». El mateix any els Reis Catòlics van nomenar Cadis com a port oficial d'ultramar, amb privilegi de duana al seu port (constitucionalment, depenent de l'administrativa Sevilla). Per aquest motiu, el segon, tercer i quart viatge de Colom desembarquen oficialment des de Cadis. El 1503 es va fundar la Casa de la Contractació d'Índies i es va unir amb l'«oficina de les Índies».
Espanya va seguir anomenant, segons les seves antigues legislacions i usos i costums, «províncies o regnes» a totes les incorporacions de territoris d'ultramar del «Nou Món» que es van produir durant el segle xvi. Es van produir ràpidament descobriments «universals», que es complementarien amb els «coneixements sobre les cultures autòctones precolombines», al costat de les «vicissituds inherents geopolítiques» que van esdevenir en les possessions que en dret internacional o ibídem de gents van constituir gradualment l'Imperi Espanyol a Amèrica.
El descobriment «universal» per part de Núñez de Balboa del mar, que el va anomenar Mar del Sud, i l'expedició de Fernão de Magalhães, «que fou preceptivament capitulada pel navegant portuguès amb Espanya», van obrir geogràficament el pas navegable Atlàntic-Pacífic, una altra nova ultramar, que novament va experimentar exploracions. Les Filipines, l'illa de Guam i la resta d'illes del Pacífic van passar a formar part de la Corona espanyola.
Durant el segle xix es va crear el Ministeri d'Ultramar. Durant uns anys es va crear el Consejo Real de España y Ultramar, que va substituir al Consell d'Estat. A l'Arxiu General Militar de Segòvia s'hi troba un fons que procedeix de les Capitanies Generals d'Ultramar (Cuba, Puerto Rico, Filipines, Illes Mariannes), així com Inspeccions de les Armes a Cuba, Governs Militars d'Ultramar i de la Caixa General d'Ultramar i Dipòsits de Bandera i Embarcament.
A Espanya, els comerços on es venien productes alimentaris de terres americanes s'anomenaven botigues d'ultramarins.

## Visió al Regne Unit

Localització dels Territoris Britànics d'Ultramar

S'anomena Territori Britànic d'Ultramar (British Overseas Territory, en anglès) la circumscripció controlada i sota sobirania del Regne Unit. Tanmateix, aquests territoris no formen part del Regne Unit com ho pot ser Gran Bretanya o Irlanda del Nord.
Avui dia els territoris dependents no són administrats directament pel Regne Unit, sinó que tenen el seu propi govern que les administra, i el Regne Unit s'encarrega de la seua protecció, de les relacions exteriors i assumptes de negocis.
Aquests territoris no tenen representació directe en el Parlament britànic i han estat rebutjades propostes per a incloure'ls com a part del Regne Unit. La reina Isabel II és reina d'aquests territoris, com reina del Regne Unit, a diferència d'en els regnes de la Commonwealth on és reina d'aqueixos mateixos països (és la reina, per exemple, del Canadà o d'Austràlia).

## Visió a França
França anomena dependències d'ultramar al conjunt de territoris sota sobirania francesa situats fora del continent europeu. Inclou illes als oceans Atlàntic, Pacífic i Índic, a més d'un territori a l'Amèrica del Sud i d'una reclamació sobre l'Antàrtida. Se'ls coneix popularment amb l'acrònim DOM-TOM, a partir de les inicials de Département d'outre-mer – Territoire d'outre-mer. Encara que després de l'última reforma constitucional francesa del 28 de març del 2003 ja no existeixen formalment els territoris d'ultramar, es continua utilitzant de forma corrent l'expressió DOM-TOM per sintetitzar la varietat d'estatus jurídics existent en aquestes dependències d'ultramar.